# Kuri (cuisine)
Pour les articles homonymes, voir Kuri (homonymie).
Un kuri (庫裏, lit. « entrepôt derrière ») ou kuin (庫院, lit. « salle entrepôt ») est la cuisine d'un monastère zen, généralement située derrière le butsuden, ou « salle du Bouddha ».
Historiquement, le kuri est une cuisine qui prépare les repas seulement pour l'abbé et ses invités. Dans le Japon moderne, il sert de cuisine et de bureau administratif pour le monastère,.

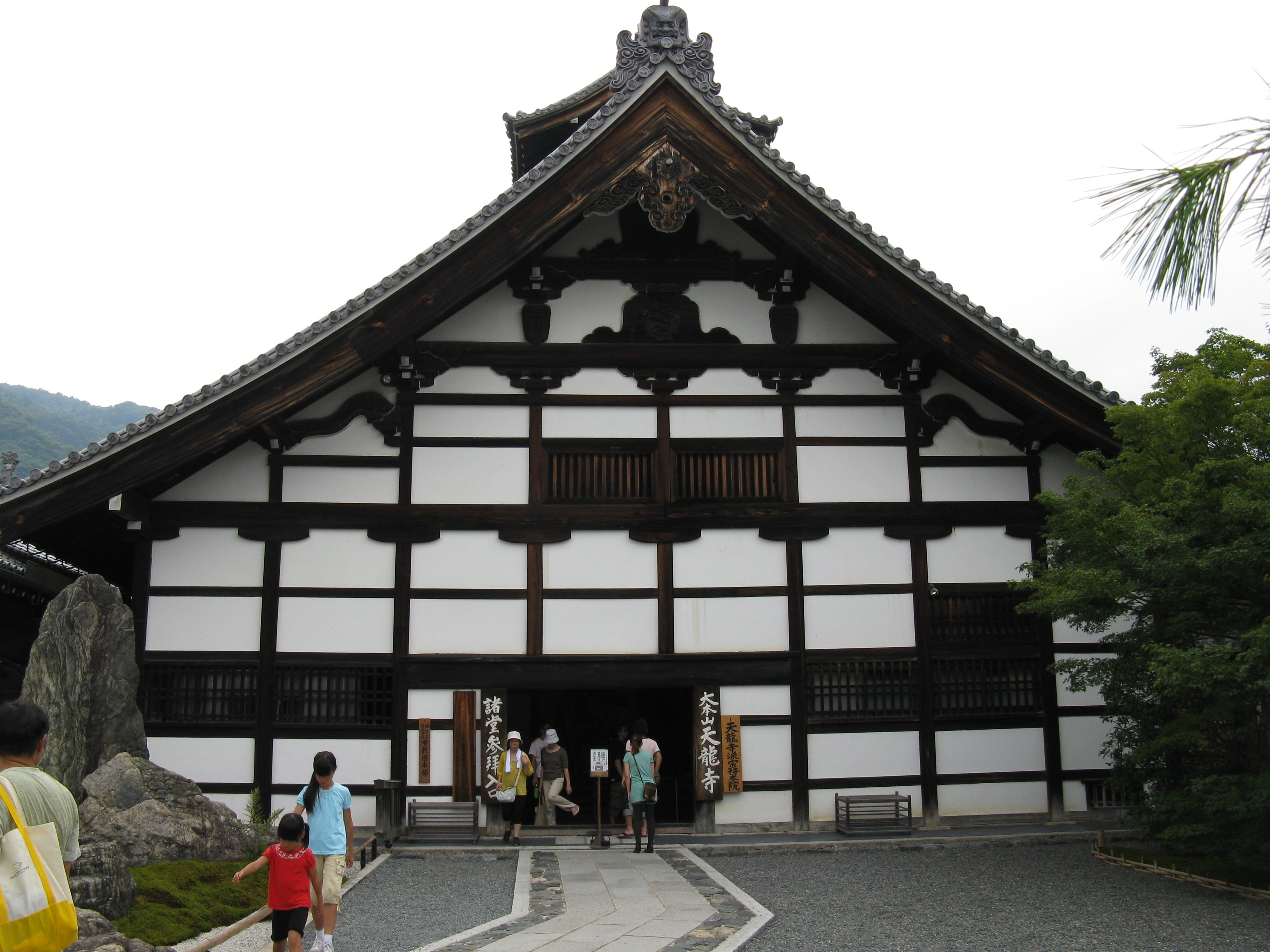
Kuri à Tenryū-ji.
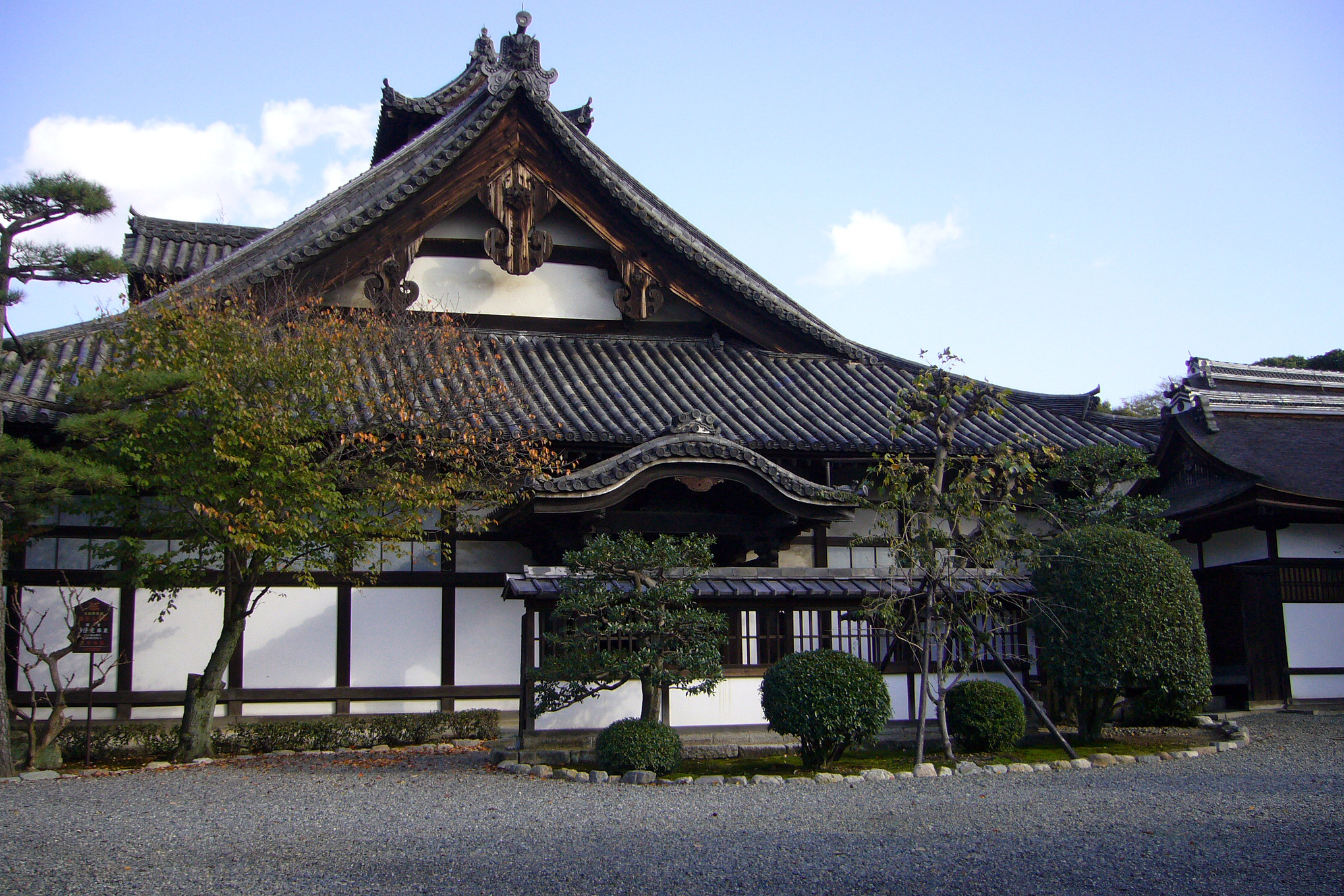
Kuri de Myoho-in.
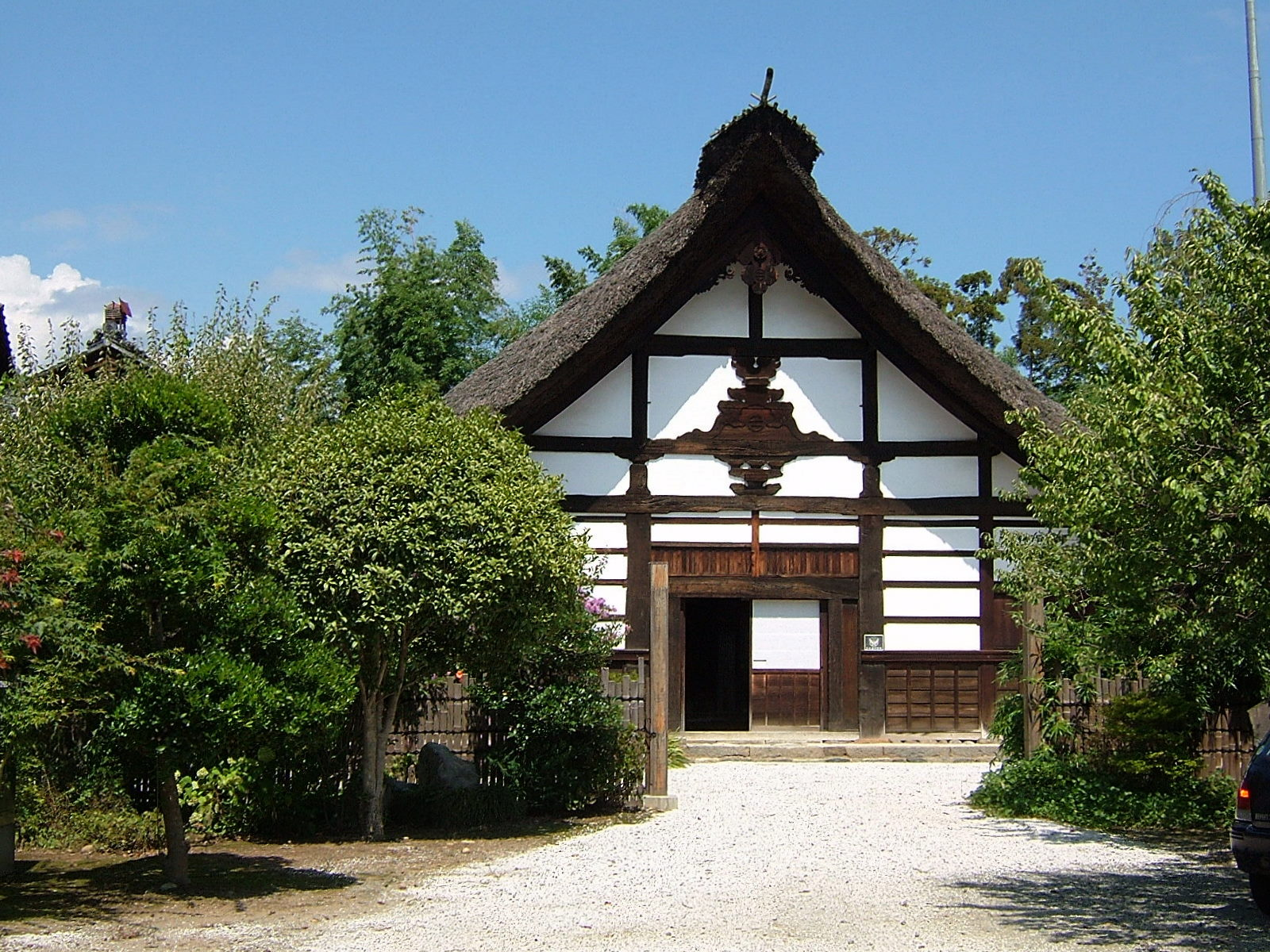
Kuri de Seihaku-ji.
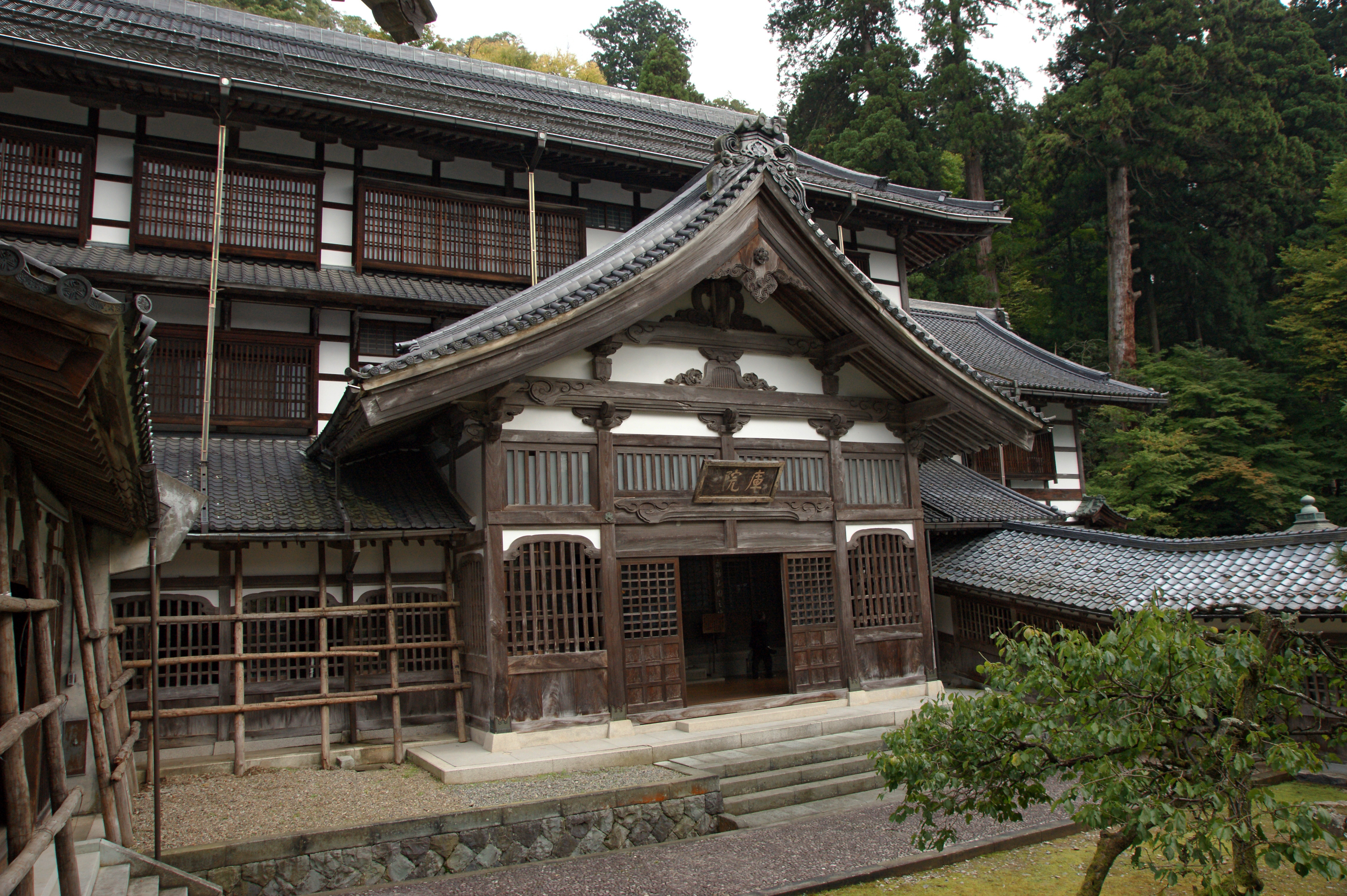
Kuri de Eihei-ji.